# Tour de France 2013 – 9. etap
9. etap kolarskiego wyścigu Tour de France 2013 odbył się 7 lipca. Start etapu miał miejsce w miejscowości Saint-Girons, zaś meta w Bagnères-de-Bigorre. Etap liczył 168,5 kilometra.
Zwycięzcą etapu został Daniel Martin. Drugie miejsce zajął Jakob Fuglsang, a trzecie Michał Kwiatkowski.

## Premie
| Rodzaj | Rodzaj           | Miejscowość / Miejsce             | Kilometry (od startu) | Kilometry (do mety) |
| ------ | ---------------- | --------------------------------- | --------------------- | ------------------- |
|        | Górska (II kat.) | Col de Portet d’Aspet (1 069 m)   | 28,5                  | 140,0               |
|        | Górska (I kat.)  | Col de Menté (1 349 m)            | 44,0                  | 124,5               |
|        | Lotna            | Bagnères-De-Luchon                | 73,0                  | 95,5                |
|        | Górska (I kat.)  | Col de Peyresourde (1 569 m)      | 90,0                  | 78,5                |
|        | Górska (I kat.)  | Col de Val Louron-Azet (1 580 m)  | 110,5                 | 58,0                |
|        | Górska (I kat.)  | La Hourquette d'Ancizan (1 564 m) | 138,0                 | 30,5                |

### Wyniki na premiach
| Górska – Col de Portet d’Aspet (1 069 m) | Górska – Col de Portet d’Aspet (1 069 m) | Górska – Col de Portet d’Aspet (1 069 m) | Górska – Col de Portet d’Aspet (1 069 m) | Górska – Col de Portet d’Aspet (1 069 m) |
| Msc.                                     | Zawodnik                                 | Zespół                                   | Punkty                                   |                                          |
| ---------------------------------------- | ---------------------------------------- | ---------------------------------------- | ---------------------------------------- | ---------------------------------------- |
| 1.                                       | Arnold Jeannesson                        | FDJ                                      | 5                                        |                                          |
| 2.                                       | Daniel Martin                            | GRS                                      | 3                                        |                                          |
| 3.                                       | Thomas Danielson                         | GRS                                      | 2                                        |                                          |
| 4.                                       | Przemysław Niemiec                       | LAM                                      | 1                                        |                                          |

| Górska – Col de Menté (1 349 m) | Górska – Col de Menté (1 349 m) | Górska – Col de Menté (1 349 m) | Górska – Col de Menté (1 349 m) | Górska – Col de Menté (1 349 m) |
| Msc.                            | Zawodnik                        | Zespół                          | Punkty                          |                                 |
| ------------------------------- | ------------------------------- | ------------------------------- | ------------------------------- | ------------------------------- |
| 1.                              | Thomas Danielson                | GRS                             | 10                              |                                 |
| 2.                              | Ryder Hesjedal                  | GRS                             | 8                               |                                 |
| 3.                              | Jurij Trofimow                  | KAT                             | 6                               |                                 |
| 4.                              | Igor Antón                      | EUS                             | 4                               |                                 |
| 5.                              | Pierre Rolland                  | EUC                             | 2                               |                                 |
| 6.                              | Nairo Quintana                  | MOV                             | 1                               |                                 |

| Lotna – Bagnères-De-Luchon | Lotna – Bagnères-De-Luchon | Lotna – Bagnères-De-Luchon | Lotna – Bagnères-De-Luchon | Lotna – Bagnères-De-Luchon |
| Msc.                       | Zawodnik                   | Zespół                     | Punkty                     |                            |
| -------------------------- | -------------------------- | -------------------------- | -------------------------- | -------------------------- |
| 1.                         | Thomas De Gendt            | VCD                        | 20                         |                            |
| 2.                         | Pierre Rolland             | EUC                        | 17                         |                            |
| 3.                         | Bart De Clercq             | LTB                        | 15                         |                            |
| 4.                         | Ryder Hesjedal             | GRS                        | 13                         |                            |
| 5.                         | Romain Bardet              | A2R                        | 11                         |                            |
| 6.                         | Simon Geschke              | ARG                        | 10                         |                            |
| 7.                         | Jan Bakelants              | RTL                        | 9                          |                            |
| 8.                         | Arthur Vichot              | FDJ                        | 8                          |                            |
| 9.                         | Jesús Hernández Blázquez   | TST                        | 7                          |                            |
| 10.                        | Michael Rogers             | TST                        | 6                          |                            |
| 11.                        | Daryl Impey                | OGE                        | 5                          |                            |
| 12.                        | Rui Alberto Faria da Costa | MOV                        | 4                          |                            |
| 13.                        | Alejandro Valverde         | MOV                        | 3                          |                            |
| 14.                        | Nairo Quintana             | MOV                        | 2                          |                            |
| 15.                        | Blel Kadri                 | A2R                        | 1                          |                            |

| Górska – Col de Peyresourde (1 569 m) | Górska – Col de Peyresourde (1 569 m) | Górska – Col de Peyresourde (1 569 m) | Górska – Col de Peyresourde (1 569 m) | Górska – Col de Peyresourde (1 569 m) |
| Msc.                                  | Zawodnik                              | Zespół                                | Punkty                                |                                       |
| ------------------------------------- | ------------------------------------- | ------------------------------------- | ------------------------------------- | ------------------------------------- |
| 1.                                    | Thomas De Gendt                       | VCD                                   | 10                                    |                                       |
| 2.                                    | Pierre Rolland                        | EUC                                   | 8                                     |                                       |
| 3.                                    | Bart De Clercq                        | LTB                                   | 6                                     |                                       |
| 4.                                    | Ryder Hesjedal                        | GRS                                   | 4                                     |                                       |
| 5.                                    | Romain Bardet                         | A2R                                   | 2                                     |                                       |
| 6.                                    | Jan Bakelants                         | RTL                                   | 1                                     |                                       |

| Górska – Col de Val Louron-Azet (1 580 m) | Górska – Col de Val Louron-Azet (1 580 m) | Górska – Col de Val Louron-Azet (1 580 m) | Górska – Col de Val Louron-Azet (1 580 m) | Górska – Col de Val Louron-Azet (1 580 m) |
| Msc.                                      | Zawodnik                                  | Zespół                                    | Punkty                                    |                                           |
| ----------------------------------------- | ----------------------------------------- | ----------------------------------------- | ----------------------------------------- | ----------------------------------------- |
| 1.                                        | Simon Clarke                              | OGE                                       | 10                                        |                                           |
| 2.                                        | Pierre Rolland                            | EUC                                       | 8                                         |                                           |
| 3.                                        | Romain Bardet                             | A2R                                       | 6                                         |                                           |
| 4.                                        | Bart De Clercq                            | LTB                                       | 4                                         |                                           |
| 5.                                        | Jan Bakelants                             | RTL                                       | 2                                         |                                           |
| 6.                                        | Jonathan Castroviejo Nicolás              | MOV                                       | 1                                         |                                           |

| Górska – La Hourquette d'Ancizan (1 564 m) | Górska – La Hourquette d'Ancizan (1 564 m) | Górska – La Hourquette d'Ancizan (1 564 m) | Górska – La Hourquette d'Ancizan (1 564 m) | Górska – La Hourquette d'Ancizan (1 564 m) |
| Msc.                                       | Zawodnik                                   | Zespół                                     | Punkty                                     |                                            |
| ------------------------------------------ | ------------------------------------------ | ------------------------------------------ | ------------------------------------------ | ------------------------------------------ |
| 1.                                         | Daniel Martin                              | GRS                                        | 10                                         |                                            |
| 2.                                         | Jakob Fuglsang                             | AST                                        | 8                                          |                                            |
| 3.                                         | Wout Poels                                 | VCD                                        | 6                                          |                                            |
| 4.                                         | Roman Kreuziger                            | TST                                        | 4                                          |                                            |
| 5.                                         | Chris Froome                               | SKY                                        | 2                                          |                                            |
| 6.                                         | Andy Schleck                               | RTL                                        | 1                                          |                                            |

## Wyniki etapu
| Msc. | Zawodnik                   | Państwo         | Zespół                     | Czas       | Punkty |
| ---- | -------------------------- | --------------- | -------------------------- | ---------- | ------ |
| 1.   | Daniel Martin              | Irlandia        | Garmin-Sharp               | 4h 43' 03" | 20     |
| 2.   | Jakob Fuglsang             | Dania           | Astana Pro Team            | + 0"       | 17     |
| 3.   | Michał Kwiatkowski         | Polska          | Omega Pharma-Quick Step    | + 20"      | 15     |
| 4.   | Daniel Moreno Fernandez    | Hiszpania       | Katusha Team               | + 20"      | 13     |
| 5.   | Joaquim Rodríguez Oliver   | Hiszpania       | Katusha Team               | + 20"      | 11     |
| 6.   | Cadel Evans                | Australia       | BMC Racing Team            | + 20"      | 10     |
| 7.   | Wout Poels                 | Holandia        | Vacansoleil-DCM            | + 20"      | 9      |
| 8.   | Bauke Mollema              | Holandia        | Belkin Pro Cycling         | + 20"      | 8      |
| 9.   | Daniel Navarro             | Hiszpania       | Cofidis, Solutions Crédits | + 20"      | 7      |
| 10.  | Maxime Monfort             | Belgia          | RadioShack-Leopard         | + 20"      | 6      |
| 11.  | Alejandro Valverde         | Hiszpania       | Movistar Team              | + 20"      | 5      |
| 12.  | Andy Schleck               | Luksemburg      | RadioShack-Leopard         | + 20"      | 4      |
| 13.  | Alberto Contador           | Hiszpania       | Team Saxo-Tinkoff          | + 20"      | 3      |
| 14.  | Chris Froome               | Wielka Brytania | Sky Procycling             | + 20"      | 2      |
| 15.  | Roman Kreuziger            | Czechy          | Team Saxo-Tinkoff          | + 20"      | 1      |
| 16.  | Mikel Nieve Iturralde      | Hiszpania       | Euskaltel-Euskadi          | + 20"      | —      |
| 17.  | Laurens ten Dam            | Holandia        | Belkin Pro Cycling         | + 20"      | —      |
| 18.  | Jean-Christophe Péraud     | Francja         | Ag2r-La Mondiale           | + 20"      | —      |
| 19.  | Nairo Quintana             | Kolumbia        | Movistar Team              | + 20"      | —      |
| 20.  | Rui Alberto Faria da Costa | Portugalia      | Movistar Team              | + 20"      | —      |
| 21.  | Hubert Dupont              | Francja         | Ag2r-La Mondiale           | + 20"      | —      |
| 22.  | Robert Gesink              | Holandia        | Belkin Pro Cycling         | + 25"      | —      |
| 23.  | Steve Morabito             | Szwajcaria      | BMC Racing Team            | + 25"      | —      |
| 24.  | Romain Bardet              | Francja         | Ag2r-La Mondiale           | + 3' 54"   | —      |
| 25.  | Jon Izaguirre Insausti     | Hiszpania       | Euskaltel-Euskadi          | + 3' 54"   | —      |
| 26.  | Igor Antón                 | Hiszpania       | Euskaltel-Euskadi          | + 3' 54"   | —      |
| 27.  | Cyril Gautier              | Francja         | Team Europcar              | + 3' 54"   | —      |
| 28.  | Michael Rogers             | Australia       | Team Saxo-Tinkoff          | + 3' 54"   | —      |
| 29.  | José Rodolfo Serpa Pérez   | Kolumbia        | Lampre-Merida              | + 3' 54"   | —      |
| 30.  | Sylvain Chavanel           | Francja         | Omega Pharma-Quick Step    | + 7' 07"   | —      |

## Klasyfikacje po etapie

### Klasyfikacja generalna
| Msc. | Zawodnik                   | Państwo         | Zespół                  | Czas        |
| ---- | -------------------------- | --------------- | ----------------------- | ----------- |
|      | Chris Froome               | Wielka Brytania | Sky Procycling          | 36h 59' 18" |
| 2.   | Alejandro Valverde         | Hiszpania       | Movistar Team           | + 1' 25"    |
| 3.   | Bauke Mollema              | Holandia        | Belkin Pro Cycling      | + 1' 44"    |
| 4.   | Laurens ten Dam            | Holandia        | Belkin Pro Cycling      | + 1' 50"    |
| 5.   | Roman Kreuziger            | Czechy          | Team Saxo-Tinkoff       | + 1' 51"    |
| 6.   | Alberto Contador           | Hiszpania       | Team Saxo-Tinkoff       | + 1' 51"    |
| 7.   | Nairo Quintana             | Kolumbia        | Movistar Team           | + 2' 02"    |
| 8.   | Daniel Martin              | Irlandia        | Garmin-Sharp            | + 2' 28"    |
| 9.   | Joaquim Rodríguez Oliver   | Hiszpania       | Katusha Team            | + 2' 31"    |
| 10.  | Rui Alberto Faria da Costa | Portugalia      | Movistar Team           | + 2' 45"    |
| 11.  | Mikel Nieve Iturralde      | Hiszpania       | Euskaltel-Euskadi       | + 2' 55"    |
| 12.  | Jakob Fuglsang             | Dania           | Astana Pro Team         | + 3' 07"    |
| 13.  | Michał Kwiatkowski         | Polska          | Omega Pharma-Quick Step | + 3' 25"    |
| 14.  | Jean-Christophe Péraud     | Francja         | Ag2r-La Mondiale        | + 3' 29"    |
| 15.  | Andy Schleck               | Luksemburg      | RadioShack-Leopard      | + 4' 00"    |
| 16.  | Cadel Evans                | Australia       | BMC Racing Team         | + 4' 36"    |
| 17.  | Daniel Moreno Fernandez    | Hiszpania       | Katusha Team            | + 4' 36"    |
| 18.  | Michael Rogers             | Australia       | Team Saxo-Tinkoff       | + 6' 14"    |
| 19.  | Igor Antón                 | Hiszpania       | Euskaltel-Euskadi       | + 6' 40"    |
| 20.  | Romain Bardet              | Francja         | Ag2r-La Mondiale        | + 7' 09"    |

### Klasyfikacja punktowa
| Msc. | Zawodnik                     | Państwo           | Zespół                  | Punkty |
| ---- | ---------------------------- | ----------------- | ----------------------- | ------ |
|      | Peter Sagan                  | Słowacja          | Cannondale              | 234    |
| 2.   | André Greipel                | Niemcy            | Lotto-Belisol           | 141    |
| 3.   | Mark Cavendish               | Wielka Brytania   | Omega Pharma-Quick Step | 128    |
| 4.   | Alexander Kristoff           | Norwegia          | Katusha Team            | 111    |
| 5.   | Michał Kwiatkowski           | Polska            | Omega Pharma-Quick Step | 90     |
| 6.   | Edvald Boasson Hagen         | Norwegia          | Sky Procycling          | 88     |
| 7.   | Marcel Kittel                | Niemcy            | Team Argos-Shimano      | 87     |
| 8.   | Juan Antonio Flecha Giannoni | Hiszpania         | Vacansoleil-DCM         | 76     |
| 9.   | Danny van Poppel             | Holandia          | Vacansoleil-DCM         | 73     |
| 10.  | José Joaquín Rojas Gil       | Hiszpania         | Movistar Team           | 66     |
| 11.  | Daryl Impey                  | Południowa Afryka | Orica GreenEDGE         | 56     |
| 12.  | Juan José Lobato             | Hiszpania         | Euskaltel-Euskadi       | 51     |
| 13.  | Simon Gerrans                | Australia         | Orica GreenEDGE         | 47     |
| 14.  | Francesco Gavazzi            | Włochy            | Astana Pro Team         | 46     |
| 15.  | Thomas De Gendt              | Belgia            | Vacansoleil-DCM         | 45     |

### Klasyfikacja górska
| Msc. | Zawodnik              | Państwo           | Zespół            | Punkty |
| ---- | --------------------- | ----------------- | ----------------- | ------ |
|      | Pierre Rolland        | Francja           | Team Europcar     | 49     |
| 2.   | Chris Froome          | Wielka Brytania   | Sky Procycling    | 33     |
| 3.   | Richie Porte          | Australia         | Sky Procycling    | 28     |
| 4.   | Nairo Quintana        | Kolumbia          | Movistar Team     | 26     |
| 5.   | Mikel Nieve Iturralde | Hiszpania         | Euskaltel-Euskadi | 21     |
| 6.   | Alejandro Valverde    | Hiszpania         | Movistar Team     | 20     |
| 7.   | Simon Clarke          | Australia         | Orica GreenEDGE   | 15     |
| 8.   | Thomas De Gendt       | Belgia            | Vacansoleil-DCM   | 14     |
| 9.   | Peter Kennaugh        | Wielka Brytania   | Sky Procycling    | 14     |
| 10.  | Daniel Martin         | Irlandia          | Garmin-Sharp      | 13     |
| 11.  | Thomas Danielson      | Stany Zjednoczone | Garmin-Sharp      | 12     |
| 12.  | Blel Kadri            | Francja           | Ag2r-La Mondiale  | 12     |
| 13.  | Ryder Hesjedal        | Kanada            | Garmin-Sharp      | 12     |
| 14.  | Romain Bardet         | Francja           | Ag2r-La Mondiale  | 10     |
| 15.  | Bart De Clercq        | Belgia            | Lotto-Belisol     | 10     |

### Klasyfikacja młodzieżowa
| Msc. | Zawodnik               | Państwo           | Zespół                     | Czas         |
| ---- | ---------------------- | ----------------- | -------------------------- | ------------ |
|      | Nairo Quintana         | Kolumbia          | Movistar Team              | 37h 01' 20"  |
| 2.   | Michał Kwiatkowski     | Polska            | Omega Pharma-Quick Step    | + 1' 23"     |
| 3.   | Romain Bardet          | Francja           | Ag2r-La Mondiale           | + 5' 07"     |
| 4.   | Andrew Talansky        | Stany Zjednoczone | Garmin-Sharp               | + 7' 33"     |
| 5.   | Thibaut Pinot          | Francja           | FDJ.fr                     | + 29' 29"    |
| 6.   | Alexis Vuillermoz      | Francja           | Sojasun                    | + 32' 25"    |
| 7.   | Tejay van Garderen     | Stany Zjednoczone | BMC Racing Team            | + 32' 59"    |
| 8.   | Arthur Vichot          | Francja           | FDJ.fr                     | + 37' 47"    |
| 9.   | Tony Gallopin          | Francja           | RadioShack-Leopard         | + 41' 19"    |
| 10.  | Tom Dumoulin           | Holandia          | Team Argos-Shimano         | + 42' 37"    |
| 11.  | Jon Izaguirre Insausti | Hiszpania         | Euskaltel-Euskadi          | + 43' 01"    |
| 12.  | Peter Kennaugh         | Wielka Brytania   | Sky Procycling             | + 47' 22"    |
| 13.  | Alexandre Geniez       | Francja           | FDJ.fr                     | + 47' 53"    |
| 14.  | Peter Sagan            | Słowacja          | Cannondale                 | + 49' 59"    |
| 15.  | Rudy Molard            | Francja           | Cofidis, Solutions Crédits | + 1h 03' 59" |

### Klasyfikacja drużynowa
| Msc. | Zespół             | Państwo           | Czas         |
| ---- | ------------------ | ----------------- | ------------ |
|      | Movistar Team      | Hiszpania         | 110h 11' 29" |
| 2.   | Team Saxo-Tinkoff  | Dania             | + 4' 11"     |
| 3.   | Belkin Pro Cycling | Holandia          | + 5' 22"     |
| 4.   | Ag2r-La Mondiale   | Francja           | + 8' 07"     |
| 5.   | RadioShack-Leopard | Luksemburg        | + 14' 07"    |
| 6.   | Euskaltel-Euskadi  | Hiszpania         | + 14' 42"    |
| 7.   | Katusha Team       | Rosja             | + 20' 37"    |
| 8.   | BMC Racing Team    | Stany Zjednoczone | + 31' 12"    |
| 9.   | Garmin-Sharp       | Stany Zjednoczone | + 32' 10"    |
| 10.  | Team Europcar      | Francja           | + 44' 15"    |